# المرحلة الكامنة

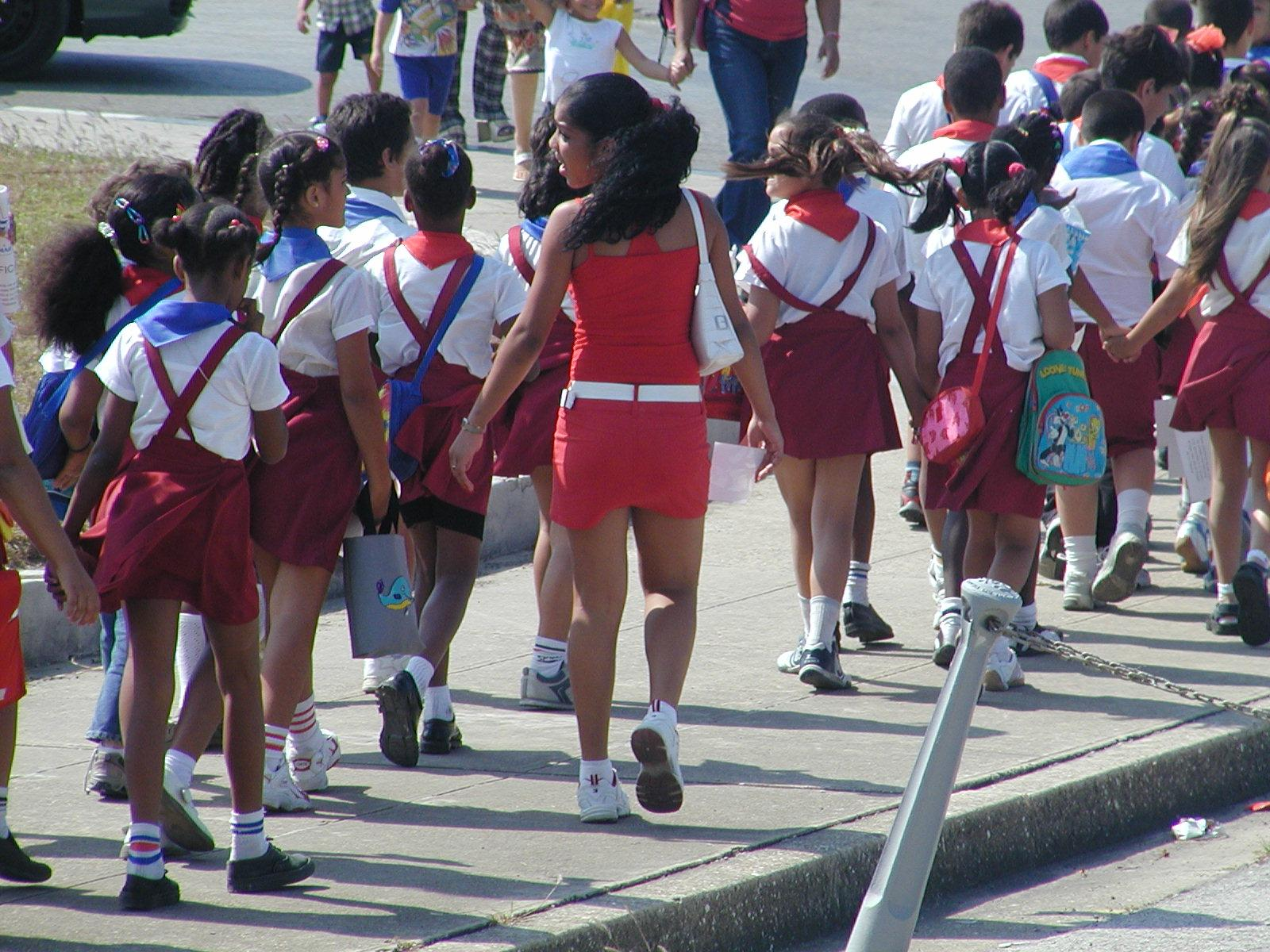

مرحلة الكُمُون هي مرحلة وصفها سيجموند فرويد في نموذجه عن النمو النفسي الجنسي للطفل بخمس مراحل، واعتقد فرويد أن الطفل يصرف رغبته الجنسية (طاقتة الجنسية) من خلال منطقة الجسم التي تميز كل مرحلة.
المراحل هي:
- «المرحلة الفمية» (المرحلة الأولى)
- «المرحلة الشرجية» (المرحلة الثانية)
- «المرحلة القضيبية» (المرحلة الثالثة)
- «المرحلة الكامنة» (المرحلة الرابعة)
- «المرحلة التناسلية» (المرحلة الخامسة).